# Булахи (Козельщинский район)

Булахи (укр. Булахи) — село,
Пашковский сельский совет,
Козельщинский район,
Полтавская область,
Украина.
Код КОАТУУ — 5322084003. Население по переписи 2001 года составляло 129 человек.

## Географическое положение
Село Булахи находится в 2,5 км от правого берега реки Кобелячек.
На расстоянии в 1 км расположено село Калашники.
По селу протекает пересыхающий ручей с запрудой.

## История
Село указано на трехверстовке Полтавской области. Военно-топографическая карта.1869 года как хутор Дубров

## Известные люди
- Чёрнобривец, Степан Анистратович (1908—2001) — украинский советский писатель.